# كفر بولين
قرية كفر بولين هي إحدى القرى التابعة لمركز كوم حمادة في محافظة البحيرة في جمهورية مصر العربية. حسب إحصاءات سنة 2006، بلغ إجمالي السكان في كفر بولين 13211 نسمة، منهم 6730 رجل و6481 امرأة، ومن أعلامها الأديب محمد عبد الحليم عبد الله.